# 소윤정
소윤정(蘇允禎, 1971년 6월 5일~2025년 3월 13일)은 대한민국의 신학자이며 교수이다. 2005년부터 아세아연합신학대학교와 한세대학교, 세계사이버대학교와 백석대학교에서 외래교수로 강의한바 있으며, 2008년부터 2012년까지 서울기독대학교 선교학 겸임교수를 역임하고 아세아연합신학대학교 부교수로 학부 사회복지선교학과에서 선교학 강의를 하면서 주로 선교대학원 아랍지역학 학생들을 지도하며 아랍문화연구원을 맡아 사역하였다.
아울러 아세아연합신학대학교 <ACTS신학저널> 편집팀장으로 2014년부터 2020년까지 있으면서 2016년에 한국연구재단 등재후보지, 2018년 등재지로 승격시켰다. 한국복음주의선교신학회 회장(2020년)을 역임했으며, 한국복음주의선교신학회 한국연구재단 등재지 <복음과 선교> 편집장으로 9년간 봉사하였으며 2022년부터 현재 편집위원장이었다. 개혁주의생명신학회 등재학술지 <생명과 말씀> 편집위원, 아프리카미래학회 <아프리카와미래>편집위원, 월간 잡지 <월드뷰> 편집위원, SIM선교회 이슬람선교 자문위원, 한국교회를 위한 이슬람강좌 아카데미 (한이강) 대표이었으며, 28편 학술논문과 4권의 학술도서를 저술하였다. 4년 동안 항암 치료를 36회 받았지만 2025년 3월 13일 소천하였다. 장지는 경기도 성남시 장례문화사업소 무궁화공원 묘지이다.

## 학력
- 1984-1986 선화예술학교 (피아노 전공)
- 1987-1989 한양여자고등학교
- 1990-1993 한세대학교 신학과 B.Th.
- 1996-1998 아세아연합신학대학교 국제대학원(AIGS, M.Div . 영어과정)
- 1999-2002 아세아연합신학대학교 Th.M(2003년, 선교학)
- 2003-2008 아세아연합신학대학교 Ph.D.(2008년, 선교학)

## 경력
- 한국복음주의선교신학회 회장 역임
- 한국로잔연구교수회 총무 역임
- 한국복음주의선교신학회 I.C. 사무처장 역임
- 한국장로교총연합회 이슬람대책위원회 전문위원 역임
- 현) <복음과 선교> 편집위원장
- 현) <생명과 말씀> 편집위원
- 현) <월드뷰> 편집위원
- 현) 한국교회를 위한 이슬람강좌 아카데미 대표
- 현) 사단법인 브링업인터내셔널 운영이사
- 현) SIM 선교회 이슬람선교자문위원
- 현) 아프리카미래학회 편집위원

## 수상
- 아세아연합신학대학교로 부터 “2016년 교내 우수연구자상”
- 한국복음주의선교신학회로 부터 “2016년 우수신진연구자상”
- 아세아연합신학대학교로 부터 “2017년 교내 우수연구자상”
- 한국복음주의선교신학회로 부터 “2018년 우수중견연구자상”
- 아세아연합신학대학교로 부터 “2019년 교내 우수연구자상”

## 주요저서
- 『꾸란과 성령 』 (CLC , 초판 -2009, 개정증보판 - 2020 )
- 『무슬림의 아내들』 (CLC , 초판 - 2011, 개정증보판 - 2018 )
- 『기독교와 이슬람』 (CLC , 2017 )
- 『21세기 이슬람 선교 : 무슬림 난민과 디아스포라』 (CLC , 2020 )

### 공동저서
- ACTS 이슬람 포럼 2013-2014 (2015)
- 로잔운동과 선교 (2014)
- 로잔운동과 선교신학 (2015)
- 로잔운동의 선교동향 (2016)
- 로잔운동의 신학과 실천 (2017)
- 로잔운동과 현대선교 전략 (2018)
- 21세기 선교상황과 로잔운동 (2019)
- 21세기 선교전망과 로잔운동의 역할 (2020)
- 로잔운동의 역사와 실천 (2021)
- 로잔운동과 전환기의 선교 (2022)

## 주요논문들
- “대한민국 다음세대 복음화를 위한 로잔운동과 대한민국 세계사 교과서” (2023)
- “다문화교육 표방하는 친이슬람 세계사 개정교과서” (2022)
- “조선 개화기 여성 기독교 선교를 통한 파키스탄 여성 선교 전략” (2022)
- “로잔운동이 바라본 2021년 아프가니스탄 사태와 무슬림 여성” (2022)
- “한국 복음주의 선교신학 발전사로 본 장훈태 박사” (2021)
- “신학교 직업교육과정을 통해 본 21세기 상황화 선교전략에 관한 소고” (2020)
- “로잔 세계복음화 운동과 이슬람권을 향한 기독교선교 운동” (2019)
- “한국 교회와 국내 난민 선교” (2018)
- “시리아 난민교회 개척을 위한 선교적 함의(含意): 터키, 레바논, 요르단을 중심으로” (2018)
- “서부아프리카 무슬림 여성들에게 복음을 전하기 위한 효과적인 접촉방법- 한국인 기혼 여성 선교사의 역할의 중요성을 중심으로 -” (2018)
- “2000년 이후 KCI 게재 논문 중 기독교와 이슬람 관련 내용 분석” (2018)
- “레바논의 한인 선교사 시리아 난민 사역 현황과 선교적 전망” (2017)
- “미로슬라브 볼프 작(作) “알라”의 선교신학적 함의(含意)“ (2017)
- “내부자 운동에 있어서“선지자 무함마드”에 관한 소고“ (2016)
- “로잔운동 관점에서 본 이슬람교의 “할랄”과 한국교회“ (2016)
- “유럽 이주 무슬림 정착문제와 기독교 선교: 프랑스를 중심으로” (2016)
- “로잔운동과 이슬람상황화 - 위클리프(Wycliffe) 성경번역 관련 이슈를 중심으로” (2015)
- “이슬람원리주의 IS(이슬람국가) 활동과 사이드 꾸틉(Sayyid Qutb)의 지하드 이론에 관한 소고” (2015)
- “영화 <바세코의 아이들>의 미디어 선교 전략적 함의” (2014)
- “로잔신학에 나타난 타종교와의 대화” (2014)
- “한국의 이슬람화에 대응하는 기독교 선교변증 설교의 필요성―성경의 아브라함과 꾸란의 이브라힘을 중심으로-” (2013)
- “이슬람 ‘수쿠크’의 한국 상황화에 관한 연구” (2013)
- “한국여성을 향한 이슬람의 “다와”(Dawah)활동에 대한 기독교 대처방안 연구 ―유튜브(You Tube) 영상 자료 분석을 토대로“ (2012)
- “WCC의 타종교 선교정책에 관한 비판적 고찰 ― NCCK 신학노선을 중심으로” (2012)
- “한국의 장묘 문화에 대한 기독교 상황화 연구” (2011)
- “기독교적 관점에서 바라본 터키 수피즘의 영성에 관한 연구: 신과의 합일을 추구하는 ‘메블라나’ 영성을 중심으로” (2011)
- “복음증거를 위한 선교적 접촉점으로서 꾸란의 “이싸”와 성경의 “예수” 비교 연구“ (2009)
- “정현경의 혼합주의적 신론에 관한 비판적 연구 –성령론을 중심으로-” (2008)

## 방송출연
- 2014년 1월 3일, 10일 C채널 <성경이 답이다> 이슬람1, 2부
- 2014년 1월 31일, 2월 7일 CTS 라디오JOY 지선이(이슬람) 코너 이슬람여성관 1, 2부
- 2014년 10월 31일 생방송으로 방영된 CTS <한국교회를 논하다 – 이슬람편>
- 2014년 11월 27일, 12월 4일 극동방송 <선교행전 - 이슬람 특집>
- 2015년 2월 14일, 21일 오전 11시5분 - 35분 극동방송 "교계전망대" 이슬람 특집(IS)
- 2015년 8월 26일 CTS 뉴스 플러스 - <할랄산업우려 대담>
- 2015년 8월 21일 CTS  TV 한국교회를 논하다 (77회) - "할랄산업확산, 왜 우려하는가?"
- 2016년 1월 9일, 16일, 23일 (토) 오전 11시5분 - 35분 극동방송 "교계전망대" <이슬람의 약진과 한국교회>방송
- 2016년 7월 1일  CTS  TV 한국교회를 논하다 (116회) - "이슬람 테러, 예방대책은?“
- 2017년 4월 11일  CTS 뉴스 <피플앤 이슈> 이슬람 관련 대담
- 2017년 6월 30일 CTS 뉴스 <뉴스 THE 보기>
- 2017년 8월 18일 CTS 뉴스 인터뷰 (할랄관련)
- 2018년 3월 16일 국민일보 [우먼 칸타타] “시리아 난민에게 ‘마하바 예수아’를”
- 2020년 3월 31일 CTS뉴스 특별기획 [난민의 시대, 선교와 마주하다] – 난민사역, 선교동원, 이제는 모두가 함께!
- 2020년 6월 16일 CTS <뉴스The보기> [급변하는 시대, 세계선교 지향점은?]
- 2021년 08년 29일 [기고] 아프간 여성의 절규에 응답하라
- 2021년 9월 21일 보도된 [아프가니스탄 특별기획 ③] – 탈레반 집권, 여성들이 위험하다!
- 2021년  9월 23일 보도된 [아프가니스탄 특별기획 ⑦] – 아프간인들의 영혼, 사랑과 긍휼로!
- 2021년 10월 28일 보도된 CTS 뉴스 "왜! 교과서에서도 이슬람 교육은 편향적인가?“
- 2023년 5월  29일 GoodTV news “대구 이슬람 사원 갈등, 생활권 보장 위한 투쟁”

## 같이 보기
- 한국의 신학자 목록
- 아신대학교